# 新街堂

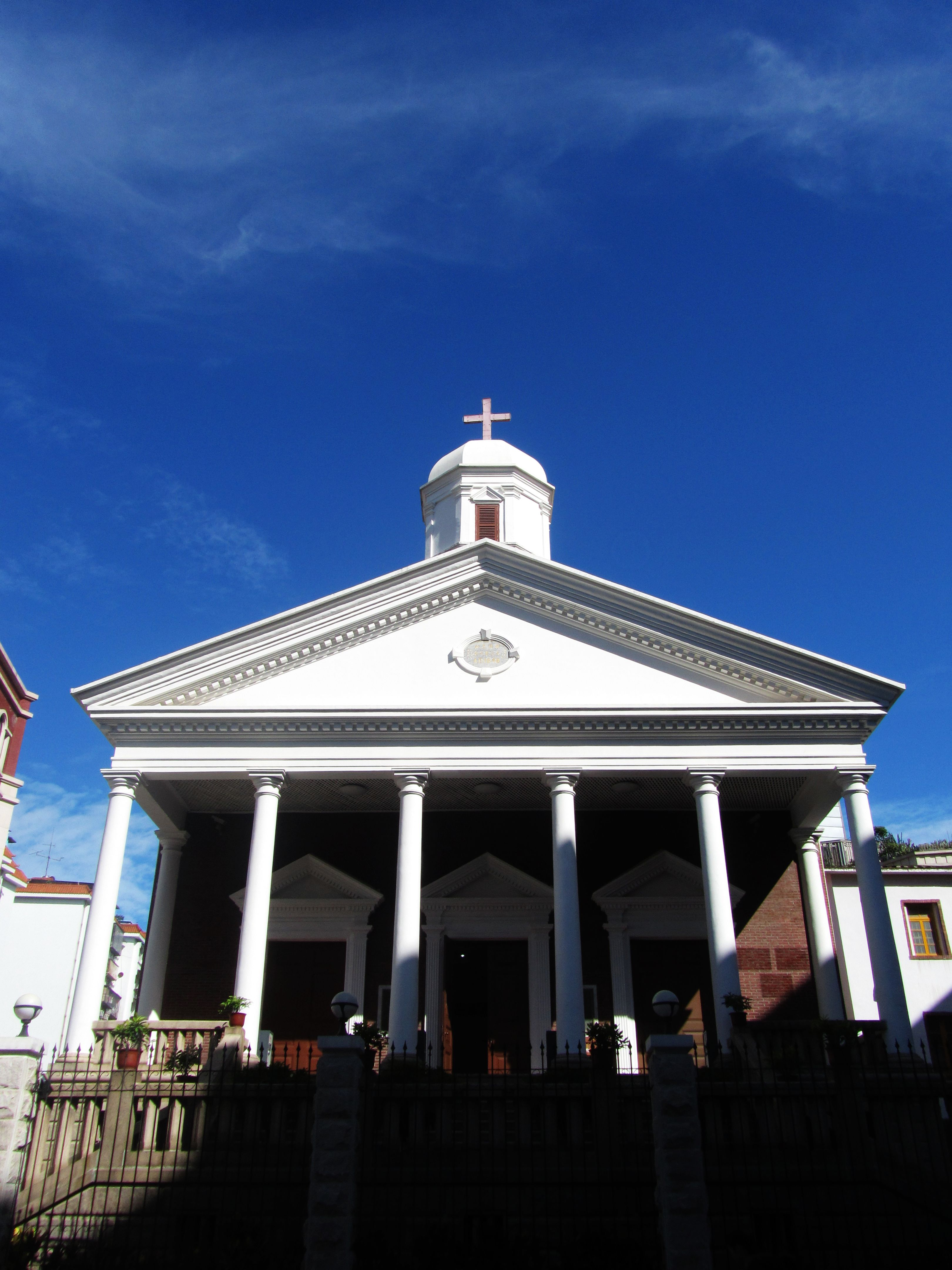
新街堂（中国福建省アモイ市）

新街堂（しんがいどう）は、中国福建省アモイ市（厦門市）思明区中心部旧市街地の太光街29号にあるキリスト教プロテスタント教会で、「中華第一聖堂」としても知られている。現在もアモイ市の旧市街地に住むキリスト教徒にとって重要な集会所であり、省の文物保護単位でもある。

## 歴史
1842年2月4日、厦門が貿易港として開港する前、デービッド・アビール（David Abeel）牧師がアメリカ・オランダ改革派教会から厦門に派遣された。1847年12月、信者の福貴伯が繁華街の邰狗墓（現在の太光街）に土地を購入し、翌年の1848年にはW.J.ポールラナン（W.J. Pohlrnan）牧師がアメリカに戻り、中国初のキリスト教会をここに建てるために3,000ドルの寄付を集めた
。1849年2月11日に中国大陸初のプロテスタント教会が献堂され、1861年2月1日の教会評議会で羅嘉漁主任が初代牧師に選出され、これは初めての中国人牧師の任命であった。
1928年、新街教会は老朽化と屋根の崩落により取り壊された。現在の建物は1933年に再建され、1935年に完成した。建物はロマネスク様式で、赤い勾配屋根の上には六角形の鐘楼があり、1848年に購入されたアメリカ製の真鍮の鐘が吊るされている。正面には、高さ6.5メートルの白いロマネスク様式のポーチ柱が6本並ぶ広々とした玄関ポーチがあり、中国キリスト教会全国総会から贈られた「中国第一聖教会」と「神の住まいの地」の石板が今日まで保存されている。外壁の下部は花崗岩の石積み、上部は赤レンガ、教会内部は木製フローリング敷きである。
1958年、合同礼拝が導入され、ロンドン伝道会（会衆派教会派）が創立した泰山堂集会は新街堂に編入された。1966年、文化大革命が始まると、新街教会はその後13年間、集会の停止を余儀なくされた。
1982年、新街教会はアモイ市の文物保護単位に登録され、2005年5月、省級文物保護単位（第六回）に登録された。
新街堂は、中国におけるプロテスタント教会の例を示している。アモイではアメリカ改革派教会、イギリス長老派教会、ロンドン伝道会の協力を得て、1850年代に初めて牧師と執事の選挙が行われ、1860年代には牧師が選出された。選挙で選ばれた牧師は宣教師に責任を負わず、同じ権限を持っていた。牧師のうち2人は、金門の西園出身の羅罩（別名：嘉漁）と葉漢章の2人で、中国大陸で最初の中国人牧師だった。3人目の牧師である黃和成は、1900年1月に金門の合浦教会の創立集会に参加した。合浦教会は1902年に完成し、林宝達牧師が初代主任牧師に就任した。

## 参照項目
- 中国のキリスト教